# Briana Loves Jenna
Briana Loves Jenna ist ein US-amerikanischer Pornofilm des Regisseurs Justin Sterling aus dem Jahr 2001. Der Film gewann 2003 bei den AVN Awards in den Kategorien "Meistverkauftes Video" und "Meistgeliehenes Video".
Briana Loves Jenna war der erste Film, der von ClubJenna produziert wurde. Er war als meistverkauftes und meistgeliehenes Video im Jahr 2002 sehr erfolgreich. Der Film, dessen Produktionskosten sich auf 280.000 US-Dollar beliefen, spielte im ersten Jahr mehr als 1 Million US-Dollar ein.
Der Film markierte Jenna Jamesons Rückkehr nach einigen Jahren Pause.

## Handlung
Der Film spielt in einem psychiatrischen Krankenhaus mit Jenna als Patientin und Jim Enright als Arzt. Jenna schildert dem Arzt ihre Fantasien.

## Auszeichnungen
- 2003: AVN Award "Top Renting Tape 2002"
- 2003: AVN Award "Top Selling Tape 2002"